# Гордиенко, Александр Савельевич
Александр Савельевич Гордиенко (1905, с. Новопокровка, Лепсинский уезд, Семиреченская область, Российская империя — 8 декабря 1982, с. Новопокровка, Саркандский район, Талды-Курганская область) — колхозник, бригадир тракторной бригады, Герой Социалистического Труда (1948).

## Биография
Родился в 1905 году в селе Новопокровка Лепсинского уезда Семиреченской области.
С 1929 года работал бригадиром полеводческой бригады в колхозе «Энергия». С 1934 года по 1958 год работал бригадиром тракторной бригады в Саркандской МТС.
Участвовал в Великой Отечественной войне.
С 1958 года по 1961 год работал бригадиром молочнотоварной фермы в колхозе «Энергия».
В 1945 году тракторная бригада, руководимая Александром Гордиенко, выполнила план на 114 %, в 1946 году — на 152 % и в 1947 году — на 140 %. Благодаря работе бригады Александра Гордиенко колхоз «Красное Знамя» собрал высокий урожай. Трактористы собрали по 23,2 центнера пшеницы с 182,5 гектаров, за что Александр Гордиенко был удостоен в 1938 году звания Героя Социалистического Труда.

## Награды
- Герой Социалистического Труда — Указом Президиума Верховного Совета от 28 марта 1948 года.
- Орден Ленина (1948);
- Медаль «За доблестный труд в Великой Отечественной войне 1941—1945 гг.»;
- Медаль «За освоение целинных земель».

## Источник
- Герои Социалистического труда по полеводству Казахской ССР. — Алма-Ата, 1950. — 412 с.